# Glycaspis baileyi
Glycaspis baileyi är en insektsart som beskrevs av Moore 1961. Glycaspis baileyi ingår i släktet Glycaspis och familjen rundbladloppor. Inga underarter finns listade i Catalogue of Life.